# Zoom Video Communications
Zoom Video Communications es una empresa estadounidense  fundada en 2011 por Eric Yuan, con sede en San José, California. Es conocida principalmente por su sistema de videollamadas y reuniones virtuales Zoom, disponible en computadoras de escritorio, computadoras portátiles, teléfonos inteligentes y tabletas.
Zoom se popularizó durante la pandemia de COVID-19. Pasó de tener 10 millones de usuarios activos en 2019, a más de 300 millones a finales de abril de 2020. Antes de la expansión del coronavirus, las acciones de la compañía tenían un costo de 70 dólares. Para el 23 de marzo de 2020 valían 160 dólares, es decir, una capitalización total superior a los 44 mil millones de dólares. El principal accionista de Zoom, Eric Yuan, aparece, a partir de la pandemia, en la lista de las personas más ricas del mundo, con una fortuna estimada en 5500 millones de dólares.
A pesar del éxito mundial, el uso de Zoom ha sido prohibido por múltiples gobiernos y empresas por los riesgos de privacidad y seguridad que entraña. Asimismo, desde finales de abril de 2020 los usuarios con una suscripción comercial de Zoom tienen la opción de que sus llamadas no pasen por China.  A fines de mayo de 2020, Zoom anunció que las llamadas de quienes paguen por una suscripción comercial serán cifradas (con el fin de hacerles ininteligibles a receptores no autorizados).  Las llamadas de quienes no pagan no serán protegidas.
En noviembre de 2020, la empresa admitió a la Comisión Federal de Comercio de Estados Unidos que había engañado a los consumidores desde 2016 por medio de una serie de aseveraciones falsas acerca de la encriptación de las llamadas y seguridad de los videos, y que había en secreto instalado programas en los aparatos de los usuarios.

## Historia
Zoom fue fundada por Eric Yuan, exvicepresidente de Cisco Webex, quien dejó Cisco en 2011 para iniciar Zoom con la ayuda de 40 ingenieros.  Zoom lanzó una versión preliminar en septiembre de 2012 que podría albergar conferencias de hasta 15 participantes. En enero de 2013, la compañía recaudó 6 millones de dólares en una ronda de inversión por parte de Qualcomm Ventures, Jerry Yang, el fundador de WebEx Subrah Iyar y el consejero de Cisco Dan Scheinman, lanzando la versión 1.0 del programa, con un aumento en el número de participantes por conferencia a 25. Al final de su primer mes, Zoom tenía 400 000 usuarios y en mayo de 2013 tenía 1 millón de usuarios.
El 18 de abril de 2019, la empresa se convirtió en una empresa cotizada en bolsa alcanzando una valorización de 16 mil millones de dólares en su primer día de negociación.
Durante la pandemia del COVID-19, debido a la obligación de distanciamiento social, muchos empezaron a utilizar Zoom como plataforma para teletrabajo, educación a distancia, y las relaciones sociales en línea. Muchas de instituciones educativas cambiaron a clases en línea usando Zoom. La compañía ofreció sus servicios a escuelas primarias de forma gratuita en muchos países.
Para febrero de 2020, Zoom había ganado 2,2 millones de usuarios, más usuarios de los que acumuló en todo 2019. En un día en marzo de 2020, la aplicación Zoom se descargó 343 000 veces con aproximadamente el 18 % de esas descargas originadas en los Estados Unidos. Los usuarios promedio diarios aumentaron de aproximadamente 10 millones en diciembre de 2019 a aproximadamente 200 millones en marzo de 2020. Esto llevó a un aumento significativo en el precio de las acciones de la compañía a principios de 2020, a pesar de una caída general del mercado de valores.
En septiembre de 2021, la filial de Telefónica, Telefónica Tech, anunciaba un acuerdo con Zoom Video Communications para convertirse en distribuidor oficial para Zoom Meetings, Zoom Webinars, Zoom Phone y Zoom Rooms en toda la huella geográfica de la operadora. Tal y como recoge el comunicado de la empresa de telecomunicaciones, la alianza permitirá crear planes comerciales conjuntos en sus principales mercados.

## Críticas
Zoom ha sido criticado por "fallas de seguridad y malas elecciones de diseño" que han resultado en un mayor escrutinio de su software. En abril de 2020, el CEO Yuan se disculpó por los problemas de seguridad, alegando que algunos de los problemas eran el resultado de que Zoom había sido diseñado para "grandes instituciones con pleno soporte de TI". Zoom respondió rápidamente, acordando centrarse en la privacidad de los datos y emitir un informe de transparencia.

### Privacidad
Según sitios especializados en tecnología, Zoom recolecta datos del usuario y los transmite a Facebook, incluso si el usuario carece de cuenta en esta última. Así mismo, se hace de la información del usuario aunque no hayan creado una cuenta Zoom. Dichos datos se envían al fabricante Zoom Video Communications e incluyen, por ejemplo: datos personales, direcciones de correo, teléfonos, datos de la empresa, perfil de Facebook, etc.
Además, Zoom recolecta, almacena y comparte con terceros los nombres de todos los participantes de cada llamada o videoconferencia, las grabaciones, las pizarras compartidas, los archivos y mensajes enviados durante las llamadas. En ámbitos laborales, Zoom reporta al empleador si el usuario está prestando atención. La Electronic Frontier Foundation advirtió que cualquier administrador puede unirse a cualquier llamada corporativa o institucional sin advertencia ni consentimiento de los participantes.
The New York Times descubrió que al entrar los usuarios a una conferencia, la plataforma enviaba sus datos a un sistema diseñado para emparejarlos con perfiles de LinkedIn. Aquellos a quienes fueren suscriptores de un producto corporativo llamado "LinkedIn Sales Navigator" les aparecía entonces un enlace sobre la imagen de cada participante con acceso a todos sus datos de LinkedIn, sin que el participante de Zoom se enterase, incluso si este se había dado de alta en la conferencia como "Anónimo" o como "No estoy aquí". El periódico descubrió que, incluso los datos de escolares eran enviados a la herramienta de minería de datos de LinkedIn.

### Seguridad
ESET advirtió acerca del riesgo de uso de "cualquier tipo de sistemas de teleconferencia gratuitos", después de testificar acerca de una llamada victimizada por zoombombing.
El FBI (la policía federal de los Estados Unidos) advirtió acerca del secuestro de videoconferencias y de teleaulas, fenómeno que denominó zoombombing. El senador estadounidense Richard Blumenthal escribió al gerente general de Zoom, Eric Yuan, exigiendo respuestas acerca de la "preocupante historia de hábitos de diseño de programación y errores de seguridad" de la compañía. La fiscal del Estado de Nueva York inició una investigación sobre la seguridad y privacidad de Zoom, que decantó en un acuerdo que compromete a Zoom a mejorar e informar a la fiscal sobre sus medidas de seguridad durante tres años.
Zoom admitió que una porción de las llamadas en otros países se enrutaron vía sus servidores en China, sin indicar qué porcentaje. Como las llamadas no iban encriptadas de usuario a usuario, sino solamente entre usuarios y Zoom, las llamadas estuvieron por ley china abiertas al gobierno de ese país.
El 23 de marzo de 2020, ciertos hackers descubrieron que, debido a que Zoom auto-convierte enlaces enviados a los participantes en las videollamadas, estas inmediatamente se vuelven un vector para que los ladrones "accedan a recursos de red compartidos, tales como servidores de Exchange y dispositivos de almacenaje", es decir, dispositivos compartidos tales como discos duros, impresoras, carpetas compartidas y otros.
En abril de 2020 trascendió que terceros ajenos (hackers, ladrones, etc.) pueden entrar a cualquier conferencia zoom y grabar el vídeo de los participantes sin que los usuarios se percaten de ello, incluso si el organizador de la reunión ha deshabilitado las grabaciones.

#### Encriptación
Esta compañía puede realizar el cifrado de videollamadas de extremo a extremo, pero solo esto estará disponible para las cuentas de pago, lo que podrá ser un riesgo de seguridad para las cuentas gratuitas, ya que su contenido podrá ser monitoreado por agencias de seguridad o hackers informáticos.

#### Control del gobierno chino
La cuenta de "Humanitarian China", una entidad que aboga por los derechos humanos y con sede en San Francisco, California, fue cancelada por Zoom Video Communications después que "Humanitarian" organizó una conmemoración de la masacre de Tiananmen en Pekín en 1989.  Si bien la cuenta fue reactivada posteriormente a la diseminación de la noticia en los medios de comunicación, Zoom alegó que canceló la cuenta estadounidense para "cumplir con las leyes locales" (de la China). El Washington Post reportó sobre otras cancelaciones similares por parte de Zoom.

### Prohibiciones
El Ministerio de Defensa del Reino Unido prohibió el uso de Zoom en marzo de 2020. De igual manera, en abril del mismo año lo han prohibido las empresas estadounidenses SpaceX, Tesla, Bank of America; las europeas Siemens AG, Ericsson, Daimler AG, Standard Chartered, NXP Semiconductors NV; y la filipina Smart Communications.
Así mismo en abril, entre entidades públicas NASA, los gobiernos de Taiwán, y de la India, la Fuerza de Defensa Australiana, el Ministerio de Asuntos Exteriores de Alemania el Servicio Nacional de Salud (Reino Unido) y las escuelas de Singapur y del Condado Clark, en Nevada, y de Berkeley, en California y de la ciudad de Nueva York.
La prohibición en las escuelas de Nueva York terminó el 6 de mayo de 2020; empero, las escuelas no pueden usar el Zoom genérico disponible al público, sino una versión especial que incluye ciertas protecciones, incluyendo que únicamente los profesores pueden compartir pantalla o invitar estudiantes a las reuniones.
Si bien el gobierno de Canadá no ha prohibido Zoom, tampoco lo ha aprobado "para ningún intercambio que requiera comunicaciones seguras".  La Universidad de Wisconsin-Madison advirtió que no puede usarse para discutir material delicado, restringido, o de uso interno.  El Servicio de Inmigración y Control de Aduanas de los Estados Unidos prohibió a empleados y proveedores instalar el Zoom disponible al público, pero les permite usar la versión gubernamental del mismo.
El Senado de los Estados Unidos no ha prohibido Zoom, pero ha advertido a todos los senadores que no deben usarlo.

## Fatiga de Zoom
La fatiga de Zoom hace referencia al cansancio, la preocupación o el agotamiento asociados con el uso excesivo de plataformas virtuales de comunicación, en particular las videoconferencias. Las personas principalmente afectadas son aquellas que utilizan de manera cotidiana plataformas como Google Meet, Skype, FaceTime y, especialmente, Zoom Video.

## Zoombombing
Cuando un participante en una videoconferencia Zoom inesperadamente envía a todo el grupo materiales pornográficos u ofensivos, en inglés al fenómeno se le denomina zoombombing (literalmente, "bombardeo al Zoom"). Por ejemplo, en una llamada de Chipotle Together en marzo de 2020, un participante envió pornografía a los cientos de teleconferencistas, a causa de lo cual Chipotle abandonó Zoom y pasó los Together a Instagram. Zoom ha publicado una guía para ayudar a prevenir el problema, el cual se ha presentado tanto en eventos educativos como comerciales.
Para ingresar en una teleconferencia se necesita un código y, a menudo, además una clave. Las claves se publican en foros de internet donde algunos usuarios comparten sus accesos. Las claves son publicadas por estudiantes y otros interesados en desestabilizar sus propias instituciones.